# Pseudolaelia
Pseudolaelia es un género que tiene asignada doce especies, de orquídeas epifitas originarias de Brasil.

## Descripción
Son plantas ocasionalmente de hábitos terrestres y a menudo epífitas que se encuentran sobre los arbustos de Vellozia con sus raíces sobre las rocas inferiores, se encuentran sobre las rocas de las laderas de colinas cercanas al agua. Tiene rizomas (pseudobulbos) que tienen de 3 a 7 hojas caducifolias. El  pseudobulbo y las hojas tienen un parecido a Cyrtopodium. Su  inflorescencia se eleva desde el ápice del pseudobulbo y lleva de 2 a 15 flores, secuencialmente abiertas en conjuntos parecidos a globos.

## Distribución y hábitat
Son plantas epífitas que se distribuyen en Sudamérica, principalmente en Brasil.

## Taxonomía
El género fue descrito por Porto & Brade y publicado en Arquivos do Instituto de Biologia Vegetal 2: 209. 1935.
Etimología
Pseudolaelia (abreviado Pdla): nombre genérico que es una referencia a la visión que se ha descrito de la primera especie de Laelia en América Central, especialmente en lo que respecta a su larga inflorescencia con flores color de rosa en el final.